# Вівсянка східна
Вівсянка східна (Emberiza godlewskii) — вид горобцеподібних птахів родини вівсянкових (Emberizidae).

## Назва
Видовий епітет godlewskii вшановує польського зоолога Віктора Годлевського (1831—1900), який зібрав типові зразки птаха.

## Поширення
Вид поширений в Китаї, Монголії, на півдні Сибіру, на півночі М'янми та Індії. Населяє помірні чагарникові зарості.

## Опис
Голова дорослих особин переважно сіра, з чорними смужками (бічні піліальні, очні та вусоподібні смуги). Шия та груди сірого кольору. Решта нижніх частин помаранчевого забарвлення. Спинка та крила теж помаранчеві, але з щільними чорними смугами. Хвіст довгий, чорний і помаранчевий зверху, а знизу білий, його кінчик роздвоєний навпіл. Короткий загострений дзьоб чорний зверху і світлий знизу. Ніжки світло-рожеві.